# Rock (hrabstwo Wood)
Rock – miasto w Stanach Zjednoczonych, w stanie Wisconsin, w hrabstwie Wood.